# Saksonia-Coburg-Gotha
Księstwo Saksonii-Coburga-Gothy (niem. Sachsen-Coburg und Gotha) – księstwo powstałe z nowego podziału ziem linii ernestyńskiej dynastii Wettynów w 1826 roku. Państwo Związku Niemieckiego do 1866 roku. Od 1866 roku państwo Związku Północnoniemieckiego, a po zjednoczeniu Niemiec w 1871 roku jeden z krajów Cesarstwa Niemieckiego.

## Podział ziem Wettynów w 1826
Po śmierci Fryderyka IV i tym samym wygaśnięciu linii rodu rządzącej księstwem Saksonii-Gothy-Altenburga, powstał spór pomiędzy pozostałymi przedstawicielami rodu o schedę po zmarłym księciu. Spór zakończył się po arbitrażu króla Saksonii Fryderyka Augusta II i zawarciu traktatu w Hildburghausen 12 listopada 1826. Na mocy ustaleń zdecydowano, że:
- Dotychczasowy władca księstwa Saksonii-Hildburghausen książę Fryderyk zostanie władcą księstwa Saksonii-Altenburg (ale bez Gotha). Natomiast władzę nad Hildburghausen przejmie książę Saksonii-Meiningen.
- Saksonia-Meiningen oprócz Saksonii-Hildburghausen, dostanie od Saksonii-Coburg-Saalfeld terytorium Saksonii-Saalfeld oraz dystrykt Themar, a także Mupperg, Mogger, Liebau i Oerlsdorf.
- Księstwo Saksonii-Coburg-Saalfeld otrzyma Saksonię-Gothę od Saksonii-Gothy-Altenburga, tym samym powstały księstwa: Saksonia-Coburg-Gotha i Saksonia-Altenburg.

## Tytuł władcy
Władcy księstwa mieli rozbudowaną tytulaturę. Na przykładzie księcia Ernesta:
Wir, Ernst, Herzog zu Sachsen-Coburg und Gotha, Jülich, Cleve und Berg, auch Engern und Westphalen, Landgraf in Thüringen, Markgraf zu Meißen, gefürsteter Graf zu Henneberg, Graf zu der Mark und Ravensberg, Herr zu Ravenstein und Tonna usw.
co można przetłumaczyć na:
My Ernest, książę Saksonii-Coburg i Gotha, Jülich, Kleve i Bergu, a także Angrii i Westfalii, landgraf Turyngii, margrabia Miśni, uksiążęcony hrabia Hennebergu, hrabia Mark i Ravensbergu, pan na Ravensteinie i Tonnie, etc.

## Książęta (Herzöge)
- 1826–1844 Ernest I (poprzednio od 1806 książę Saksonii-Coburga-Saalfeld)
- 1844–1893 Ernest II (syn)
- 1893–1900 Alfred (bratanek)
- 1900–1918 Karol Edward (bratanek, usunięty, zm. 1954)

## Dynastia z Saksonii-Coburga-Gothy – Koburgowie
Od nazwy księstwa wzięła się popularna nazwa bocznej linii dynastii Wettynów, rządząca na tronach Belgii, Portugalii, Bułgarii, a także Wielkiej Brytanii.

### Koburgowie na innych europejskich tronach

#### Belgia
| # | Imię                                | Portet | Lata życia                    | Lata życia                            | Czas rządów      | Czas rządów             | Rodzice                                                            |
| # | Imię                                | Portet | Urodzony                      | Zmarł                                 | Od               | Do                      | Rodzice                                                            |
| - | ----------------------------------- | ------ | ----------------------------- | ------------------------------------- | ---------------- | ----------------------- | ------------------------------------------------------------------ |
| 1 | Leopold I Léopold Ier Leopold I     |        | 16 grudnia 1790 Koburg        | 10 grudnia 1865 Laeken                | 21 czerwca 1831  | 10 grudnia 1865         | Franciszek Sachsen-Coburg-Saalfeld Augusta Reuss-Ebersdorf         |
| 2 | Leopold II Léopold II Leopold II    |        | 9 kwietnia 1835 Bruksela      | 17 grudnia 1909 Laeken                | 10 grudnia 1865  | 17 grudnia 1909         | Leopold I Koburg Ludwika Maria Orleańska                           |
| 3 | Albert I er Albert I                |        | 8 kwietnia 1875 Bruksela      | 17 lutego 1934 Marche-les-Dames       | 17 grudnia 1909  | 17 lutego 1934          | Filip Koburg, hrabia Flandrii Maria Luiza Hohenzollern-Sigmaringen |
| 4 | Leopold III Léopold III Leopold III |        | 3 listopada 1901 Bruksela     | 25 września 1983 Woluwe-Saint-Lambert | 17 lutego 1934   | 16 lipca 1951 Abdykował | Albert I Koburg Elżbieta Gabriela Bawarska                         |
| - | Karol, hrabia Flandrii regent       |        | 10 października 1903 Bruksela | 1 czerwca 1983 Ostenda                | 23 września 1944 | 20 lipca 1950           | Albert I Koburg Elżbieta Gabriela Bawarska                         |
| 5 | Baldwin I Baudouin Ier Boudewijn I  |        | 10 października 1930 Laeken   | 31 lipca 1993 Motril                  | 16 lipca 1951    | 31 lipca 1993           | Leopold III Koburg Astrid Zofia Bernadotte                         |
| 6 | Albert II                           |        | 6 czerwca 1934 Laeken         | Dalej żyje                            | 31 lipca 1993    | 31 lipca 2013 Abdykował | Leopold III Koburg Astrid Zofia Bernadotte                         |
| 7 | Filip I Philippe Ier Filips I       |        | 15 kwietnia 1960 Bruksela     | Dalej żyje                            | 31 lipca 2013    | Dalej panuje            | Albert II Koburg Donna Paola Consiglia                             |

#### Wielka Brytania i inne krajeCommonwealth realm
| Imię                     |           | Lata życia                        | Lata życia                         | Czas rządów      | Czas rządów               | Rodzice                                             |
| Imię                     | Narodziny | Śmierć                            | Od                                 | Do               |                           | Rodzice                                             |
| ------------------------ | --------- | --------------------------------- | ---------------------------------- | ---------------- | ------------------------- | --------------------------------------------------- |
| Edward VII               |           | 9 listopada 1841 Buckingham       | 6 maja 1910 Buckingham             | 22 stycznia 1901 | 6 maja 1910               | Albert z Saksonii-Coburga-Gotha Wiktoria Hanowerska |
| Jerzy V George V         |           | 3 czerwca 1865 Londyn             | 20 stycznia 1936 Sandringham House | 6 maja 1910      | 20 stycznia 1936          | Edward VII Koburg Aleksandra Duńska                 |
| Edward VIII              |           | 23 czerwca 1894 Richmond          | 28 maja 1972 Paryż                 | 20 stycznia 1936 | 11 grudnia 1936 abdykował | Jerzy V Windsor Maria Teck                          |
| Jerzy VI George VI       |           | 14 grudnia 1895 Sandringham House | 6 lutego 1952 Sandringham House    | 11 grudnia 1936  | 6 lutego 1952             | Jerzy V Windsor Maria Teck                          |
| Elżbieta II Elizabeth II |           | 21 kwietnia 1926 Londyn           | 8 września 2022 Balmoral           | 6 lutego 1952    | 8 września 2022           | Jerzy VI Windsor Elżbieta Bowes-Lyon                |
| Karol III Charles III    |           | 14 listopada 1948 Londyn          | Dalej żyje                         | 8 września 2022  | Dalej panuje              | Filip Mountbatten Elżbieta II                       |

#### Bułgaria
Księstwo Bułgarii i Trzecie Carstwo Bułgarii.
| Imię               | Portret                       | Lata życia                                   | Lata życia                                         | Czas rządów                                                            | Czas rządów         | Rodzice                                         |
| Imię               | Portret                       | urodzony                                     | zmarł                                              | od                                                                     | do                  | Rodzice                                         |
| ------------------ | ----------------------------- | -------------------------------------------- | -------------------------------------------------- | ---------------------------------------------------------------------- | ------------------- | ----------------------------------------------- |
| Ferdynand I Koburg |                               | 26 lutego 1861 Wiedeń, Cesarstwo Austriackie | 10 września 1948 Coburg, Aliancka Okupacja Niemiec | 7 lipca 1887 (pierwotnie jako książę, od 5 października 1908 jako car) | 3 października 1918 | August Koburg Klementyna Orleańska              |
| Borys III          |                               | 30 stycznia 1894 Sofia, Carstwo Bułgarii     | 28 sierpnia 1943 Sofia, Carstwo Bułgarii           | 3 października 1918                                                    | 28 sierpnia 1943    | Ferdynand I Koburg Maria Luiza Burbon-Parmeńska |
| Symeon II          |                               | 16 czerwca 1937 Sofia, Carstwo Bułgarii      | Dalej żyje                                         | Jako car:                                                              | Jako car:           | Borys III Joanna Sabaudzka                      |
| Symeon II          | 28 sierpnia 1943              | 16 czerwca 1937 Sofia, Carstwo Bułgarii      | Dalej żyje                                         | 15 września 1946 (obalony przez BKP)                                   |                     | Borys III Joanna Sabaudzka                      |
| Symeon II          | Jako premier: (z partii NDSV) | 16 czerwca 1937 Sofia, Carstwo Bułgarii      | Dalej żyje                                         |                                                                        |                     | Borys III Joanna Sabaudzka                      |
| Symeon II          | 24 lipca 2001                 | 16 czerwca 1937 Sofia, Carstwo Bułgarii      | Dalej żyje                                         | 17 sierpnia 2005                                                       |                     | Borys III Joanna Sabaudzka                      |

#### Pozostałe kraje
- 1837–1853 – Ferdynand II (bratanek Ernesta I i Leopolda I belg.) – król Portugalii iure uxoris, małżonek królowej Marii II da Gloria.

### Genealogia
- uproszczona genealogia panujących z dynastii Wettynów: